# محمد عبده
محمد عبده (1266- 1323 هـ / 1849- 1905 م)، مفكر إسلامي وعالم دين مصري، وفقيه وقاض وكاتب مجدد، يعد أحد دعاة النهضة والإصلاح في العالم العربي والإسلامي، ورمز التجديد في الفقه الإسلامي، أسهم بعد التقائه بأستاذه جمال الدين الأفغاني في إنشاء حركة فكرية تجديدية إسلامية في أواخر القرن التاسع عشر وبدايات القرن العشرين تهدف إلى القضاء على الجمود الفكري والحضاري وإعادة إحياء الأمة الإسلامية لتواكب متطلبات العصر.

## حياته
ولد محمد بن عبده بن حسن خير الله سنة 1266هـ الموافق 1849م في قرية محلة نصر بمركز شبراخيت في محافظة البحيرة لأبٍ كان جَدّهُ من التركمان، وأم مصرية تنتمي إلي قبيلة بني عدي العربية. درس في طنطا إلى أن أتم الثالثة عشرة حيث التحق بالجامع الأحمدي
أرسله أبوه- كسائر أبناء قريته- إلى الكُتّاب، حيث تلقى دروسه الأولى على يد شيخ القرية، وعندما شبَّ الابن أرسله أبوه إلى “الجامع الأحمدي”- جامع السيد البدوي- بطنطا، لقربه من بلدته؛ ليجوّد القرآن بعد أن حفظه، ويدرس شيئًا من علوم الفقه واللغة العربية. وكان محمد عبده في نحو الخامسة عشرة من عمره، وقد استمر يتردد على “الجامع الأحمدي” قريبًا من العام ونصف العام، إلا أنه لم يستطع أن يتجاوب مع المقررات الدراسية أو نظم الدراسة العقيمة التي كانت تعتمد على المتون والشروح التي تخلو من التقنين البسيط للعلوم، وتفتقد الوضوح في العرض، فقرر أن يترك الدراسة ويتجه إلى الزراعة. ولكن أباه أصر على تعليمه، فلما وجد من أبيه العزم على ما أراد وعدم التحول عما رسمه له، هرب إلى بلدة قريبة فيها بعض أخوال أبيه.
وهناك التقى بالشيخ الصوفي “درويش خضر”- خال أبيه- الذي كان له أكبر الأثر في تغيير مجرى حياته. وكان الشيخ درويش متأثرًا بتعاليم السنوسية التي تتفق مع الوهابية في الدعوة إلى الرجوع إلى الإسلام الخالص في بساطته الأولى، وتنقيته مما شابه من بدع وخرافات. واستطاع الشيخ “درويش” أن يعيد الثقة إلى محمد عبده، بعد أن شرح له بأسلوب لطيف ما استعصى عليه من تلك المتون المغلقة، فأزال طلاسم وتعقيدات تلك المتون القديمة، وقرّبها إلى عقله بسهولة ويسر. وعاد محمد عبده إلى الجامع الأحمدي، وقد أصبح أكثر ثقة بنفسه، وأكثر فهمًا للدروس التي يتلقاها هناك، بل لقد صار “محمد عبده” شيخًا ومعلمًا لزملائه يشرح لهم ما غمض عليهم قبل موعد شرح الأستاذ. وهكذا تهيأ له أن يسير بخطى ثابتة على طريق العلم والمعرفة بعد أن عادت إليه ثقته بنفسه.

## تعليمه
في سنة 1866م التحق بالجامع الأزهر، واستمر يدرس في “الأزهر” اثني عشر عامًا، حتى نال شهادة العالمية سنة (1294هـ = 1877م).

## حياته العملية
تأثَّر الشيخ “محمد عبده” بعدد من الرجال الذين أثرَوا حياته، فاتصل بالشيخ جمال الدين الأفغاني سنة 1871 وتتلمذ على يديه، ولازم حلقات درسه فتوطّدت الصلة بينهما وأصبحا صديقين. وعُيّن مدرّسا للتاريخ في مدرسة دار العلوم العليا، ودرّس أيضا في مدرسة الألسن. اتصل “محمد عبده” بالرجل الثاني الذي كان له أثر كبير في توجيهه إلى العلوم العصرية، وهو الشيخ “حسن الطويل” الذي كانت له معرفة بالرياضيات والفلسفة، وكان له اتصال بالسياسة، واتصل بعدد من الجرائد، فكان يكتب في “الأهرام” مقالات في الإصلاح الخلقي والاجتماعي، فكتب مقالا في “الكتابة والقلم”، وآخر في “المدبر الإنساني والمدبر العقلي والروحاني”، وثالثا في “العلوم العقلية والدعوة إلى العلوم العصرية”.
وحينما تولّى الخديوي توفيق العرش، تقلد “رياض باشا” رئاسة النظار، فاتجه إلى إصلاح “الوقائع المصرية”، واختار الشيخ محمد عبده ليقوم بهذه المهمة، فضم “محمد عبده” إليه “سعد زغلول”، و”إبراهيم الهلباوي”، والشيخ “محمد خليل”، وغيرهم، وأنشأ في الوقائع قسمًا غير رسمي إلى جانب الأخبار الرسمية، فكانت تحرر فيه مقالات إصلاحية أدبية واجتماعية، وكان الشيخ “محمد عبده” هو محررها الأول. وظل الشيخ “محمد عبده” في هذا العمل نحو سنة ونصف السنة، استطاع خلالها أن يجعل “الوقائع” منبرًا للدعوة إلى الإصلاح.

## اشتغاله بالسياسة
اشترك محمد عبده في ثورة أحمد عرابي ضد الإنجليز رغم أنه وقف منها موقف المتشكك في البداية لأنه كان صاحب توجه إصلاحى يرفض التصادم إلا أنه شارك فيها في نهاية الأمر، وبعد فشل الثورة حكم عليهِ بالسجن ثم بالنفي إلى بيروت لمدة ثلاث سنوات، وسافر بدعوة من أستاذهِ جمال الدين الأفغاني إلى باريس سنة 1884م، وأسس صحيفة العروة الوثقى، وفي سنة 1885م غادر باريس إلى بيروت، وفي ذات العام أسس جمعية سرية بذات الاسم، العروة الوثقى.

## حياته بعد الثورة العربية
وفي سنة 1886م، اشتغل بالتدريس في المدرسة السلطانية وفي بيروت تزوج من زوجته الثانية بعد وفاة زوجته الأولى. وفي سنة 1889م/1306هـ عاد محمد عبده إلى مصر بعفو من الخديوي توفيق، ووساطة تلميذه سعد زغلول وإلحاح نازلي فاضل على اللورد كرومر كي يعفو عنه ويأمر الخديوي توفيق أن يصدر العفو وقد كان، وقد اشترط عليه كرومر ألا يعمل بالسياسة فقبل.

### حياته في القضاء
وفي سنة 1889م عين قاضياً بمحكمة بنها، ثم انتقل إلى محكمة الزقازيق ثم محكمة عابدين ثم ارتقى إلى منصب مستشار في محكمة الاستئناف عام 1891م.

### نشاطه الاجتماعي
في 25 يونيو 1890م عين عضواً في مجلس شورى القوانين. وفي سنة 1900م / 1318 هـ أسس جمعية إحياء العلوم العربية لنشر المخطوطات، وزار العديد من الدول الأوروبية والعربية.

### مفتي الديار المصرية
في 3 يونيو عام 1899م / 24 محرم 1317 هـ عُيِّن في منصب المفتي، وتبعاً لذلك أصبح عضواً في مجلس الأوقاف الأعلى. وصدر مرسوم خديوي وقعه الخديوي عباس حلمي الثاني بتعيين الشيخ محمد عبده مفتياً للديار المصرية وهذا نصه:
كان منصب الإفتاء يضاف لمن يشغل وظيفة مشيخة الجامع الأزهر في السابق وبهذا المرسوم استقل منصب الإفتاء عن منصب مشيخة الجامع الأزهر، وصار الشيخ محمد عبده أول مفتي مستقل لمصر معين من قبل الخديوي عباس حلمي وعدد فتاوى الشيخ محمد عبده بلغ 944 فتوى استغرقت المجلد الثاني من سجلات مضبطة دار الإفتاء بأكمله وصفحاته 198، كما استغرقت 159 صفحة من صفحات المجلد الثالث.

#### محمد عبده والخديوي عباس
كان الخديوي عباس متحمسًا على مناهضة الاحتلال، وسعى الشيخ “محمد عبده” إلى توثيق صلته به، واستطاع إقناعه بخطته الإصلاحية التي تقوم على إصلاح الأزهر والأوقاف والمحاكم الشرعية، وصدر قرار بتشكيل مجلس إدارة الأزهر برئاسة الشيخ “حسونة النواوي”، وكان الشيخ محمد عبده عضوا فيه، وهكذا أتيحت الفرصة للشيخ محمد عبده لتحقيق حلمه بإصلاح الأزهر، وهو الحلم الذي تمناه منذ أن وطئت قدماه ساحته لأول مرة، لكن علاقته بالخديوي عباس كان يشوبها شيء من الفتور، الذي ظل يزداد على مر الأيام، خاصة بعدما اعترض على ما أراده الخديوي من استبدال أرض من الأوقاف بأخرى له إلا إذا دفع الخديوي للوقف عشرين ألف فرقًا بين الصفقتين. وتحول الموقف إلى عداء سافر من الخديوي، فبدأت المؤامرات والدسائس تُحاك ضد الإمام، وبدأت الصحف تشن هجومًا قاسيًا عليه لتحقيره والنيل منه، ولجأ خصومه إلى العديد من الطرق الرخيصة والأساليب المبتذلة لتجريحه وتشويه صورته أمام العامة؛ حتى اضطر إلى الاستقالة من الأزهر في سنة 1323هـ/ 1905م، وإثر ذلك أحس الشيخ بالمرض، واشتدت عليه وطأة المرض، الذي تبيّن أنه السرطان، وما لبث أن تُوفي بالإسكندرية عن عمر بلغ ستة وخمسين عامًا.

## تأثيره الثقافي

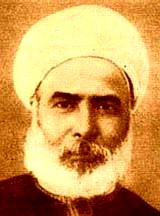
الإمام محمد عبده

يُعدّ «الإمام محمد عبده» واحدًا من أبرز المجددين في الفقه الإسلامي في العصر الحديث، وأحد دعاة الإصلاح وأعلام النهضة العربية الإسلامية الحديثة؛ فقد ساهم بعلمه ووعيه واجتهاده في تحرير العقل العربي من الجمود الذي أصابه لعدة قرون، كما شارك في إيقاظ وعي الأمة نحو التحرر، وبعث الوطنية، وإحياء الاجتهاد الفقهي لمواكبة التطورات السريعة في العلم، ومسايرة حركة المجتمع وتطوره في مختلف النواحي السياسية والاقتصادية والثقافية. وقد تأثر به العديد من رواد النهضة مثل عبد الحميد بن باديس ومحمد رشيد رضا وعبد الرحمن الكواكبي.

### التحديث تحت سُلطة الاستعمار
بخلاف ثورية جمال الدين الأفغاني كانت نزعة محمد عبده إصلاحية، فقد رأى أن المشكلة تكمن في ضعف الأمة الإسلامية نفسها، لأنها تأخرت ولم يعد وعيها ووضعها يمكّنها من مواجهة تحديات الاستعمار والاستبداد، بالتالي تربية وتوعية الأمة يجب أن تسبق طلب الحرية حتى تكون الأمة جديرة بالشورى والحرية.

### رأيه في التصوف
يقول: «أنه لم يوجد في أمة من الأمم من يضاهي الصوفية في علم الأخلاق وتربية النفوس وأنه بضعف هذه الطبقة فقدنا الدين». ويقول: «قد اشتبه على بعض الباحثين في تاريخ الإسلام وما حدث فيه من البدع والعادات التي شوَّهت جماله السبب في سقوط المسلمين في الجهل فظنوا أن التصوف من أقوى الأسباب وليس الأمر كما ظنوا ...»

## من فتاويه
- عن الوقف وقضاياه، والميراث ومشكلاته، والمعاملات ذات الطابع المالي والآثار الاقتصادية، مثل البيع والشراء، والإجازة والرهن والإبداع، والوصاية والشفعة والولاية على القصر، والحكر والحجر والشركة وإبراء الذمة، ووضع اليد والديون واستقلال المرأة المالي والاقتصادي، حيث بلغ عدد فتاواه في ذلك 728 فتوى.
- عن مشاكل الأسرة وقضاياها، من الزواج، والطلاق والنفقة والإرضاع والحضانة، والإقرار بالغلام المجهول، وبلغ عدد فتاواه في ذلك 100 فتوى.
- عن القود والقتل والقصاص، وبلغ عدد فتاواه في ذلك 29 فتوى.
- فتاوى في موضوعات متنوعة ومختلفة، وبلغ عدد فتاواه في ذلك نحواً من 87 فتوى.

ونلاحظ أن 80% من الفتاوي تتعلق بمشكلات خاصة بالحياة المالية والاقتصادية وقضاياها، ولديه العديد من الفتاوى الجريئة التي أثارت ضجة في عصره مثل تحليله التصوير والنحت إلى جانب فتاويه في فوائد الأموال المودعة في مصلحة البريد. ظل الشيخ محمد عبده مفتياً للديار المصرية ست سنوات كاملة حتى وفاته عام 1905م.

## أهم مؤلفاته
من أهم مؤلفاته:
- رسالة التوحيد.
- تحقيق وشرح «البصائر القصيرية للطوسي».
- تحقيق وشرح «دلائل الإعجاز» و«أسرار البلاغة» للجرجاني.
- الإسلام والنصرانية بين العلم والمدنية (رد به على إرنست رينان سنة 1902م).
- تقرير إصلاح المحاكم الشرعية سنة 1899م.
- شرح نهج البلاغة للإمام علي بن أبي طالب
- العروة الوثقى مع معلمه جمال الدين الأفغاني.
- شرح مقامات بديع الزمان الهمذاني

## تجميع لأعماله
- الأعمال الكاملة للشيخ محمد عبده (في خمسة أجزاء)، تحقيق الدكتور محمد عمارة، نشر دار الشروق.
- سلسلة الأعمال المجهولة: محمد عبده، تحقيق الدكتور علي شلش، نشر دار رياض الريس.
- ديوان الإمام محمد عبده، تحقيق الأستاذ ماجد صلاح الدين، نشر دار الفكر الإسلامي.

## من تلامذته
- محمد رشيد رضا
- شاعر النيل حافظ إبراهيم الذي قال مرثيته راسما فيها صورة صادقة جياشة لشخصية العالم المخلص. وقد أدار حافظ قصيدته على محاور تقوى الإمام، وصبره على ما ابتلي به من أذى الحاقدين، وموقفه التاريخي في دحض أباطيل المستشرقين، وتفسيره للقران الكريم. ففي وصف فضيلة الصبر يقول مخاطبا الإمام[12]:وَآذَوْكَ في ذَاتِ الإِِلَه وأَنْكَرُوامَكَانَكَ حَتَّى سَوَّدُوا الصَّفَحَاتِرَأَيْتَ الأَذَى في جَانِبِ اللهِ لَذَّةًورُحْتَ وَلمْ تَهْمُمْ لَهُ بِشَكَاةِ
- الشيخ الشهيد عز الدين القسام والذي كان أول من نادى بالثورة على الإنجليز والصهاينة وتحرير فلسطين من بين أيديهم.
- شيخ الأزهر محمد مصطفى المراغي
- شيخ الأزهر مصطفى عبد الرازق
- شيخ العروبة محمد محيي الدين عبد الحميد
- سعد زغلول
- قاسم أمين
- محمد لطفي جمعة
- طه حسين

## وفاته
توفي الشيخ محمد عبده في مدينة الإسكندرية، في الساعة الخامسة مساء يوم 7 جُمادى الأولى 1323 هـ الموافق 11 يوليو 1905م، بعد معاناة مرض السرطان عن ست وخمسين سنة، ودُفن بالقاهرة ورثاه العديد من الشعراء.

## رثاؤه
رثاه حافظ إبراهيم في قصيدة طويلة جاء فيها:
وفي تصوير مقدرة الشيخ على إفحام المستشرقين:
وفي التعبير عن الحزن الذي اعترى المسلمين في مشارق الأرض ومغاربها:

## روابط خارجية
- محمد عبده على موقع الموسوعة البريطانية (الإنجليزية)
- عن الأستاذ الإمام محمد عبده
- محمد عبده رائد الإصلاح في العصر الحديث (ذكرى وفاته في 8 من جمادى الأولى 1323هـ)